# Кузёма, Михаил Ильич
Михаи́л Ильи́ч Кузёма (укр. Михайло Ілліч Кузьома; 24 марта 1915, Новый Буг — 2002, Новый Буг) — передовик сельскохозяйственного производства, комбайнёр Ново-Бугской МТС Николаевской области. Герой Социалистического Труда (1952).

## Биография
Родился 24 марта 1915 года в городе Новый Буг, Херсонский уезд Херсонской губернии.
Получил начальное образование. Окончив курсы механизаторов в 1931 году, устроился на работу на Ново-Бугскую МТС. После начала Великой Отечественной войны был призван на фронт Ляшковским райвоенкоматом Львовской области. Закончил войну помощником командира взвода 8-й стрелковой роты 1180-го стрелкового полка 350-й стрелковой дивизии 24-го стрелкового корпуса 18-й армии 1-го Украинского фронта в звании сержанта.
После демобилизации вернулся на работу в Ново-Бугскую МТС. В 1950 году, работая на прицепном комбайне «Сталинец-6», намолотил на полях колхоза имени Коцюбинского за 25 рабочих дней 8316 центнеров зерновых. В 1952 году удостоен звания Героя Социалистического Труда. В этом же году участвовал во всесоюзной выставке ВДНХ.
С 1960 года работал в Новобугском техникуме механизации сельского хозяйства.
Скончался в 2002 году в городе Новый Буг.

## Награды
СССР
- Герой Социалистического Труда — указом Президиума Верховного Совета СССР от 5 июня 1952 года
- Орден Ленина
- Орден Славы III степени (1945[1])
- Орден Трудового Красного Знамени (1957)
- Орден Отечественной войны II степени (1985)
- Медаль «За победу над Германией в Великой Отечественной войне 1941—1945 гг.»
- Медаль «За трудовую доблесть»
- Медаль «За освобождение Праги»

Украина
- Орден «За мужество» III степени (1999)
- Медаль «Защитнику Отчизны»